# Stearynian miedzi(II)
Stearynian miedzi(II), Cu(C
17H
35COO)
2 – związek organiczny z grupy stearynianów, sól kwasu stearynowego i miedzi na II stopniu utlenienia.

## Otrzymywanie
Stearynian miedzi(II) może zostać otrzymany przez reakcję stearynianu sodu z siarczanem miedzi(II):
CuSO
4 + 2C
17H
35COONa → Cu(C
17H
35COO)
2↓ + Na
2SO
4

## Właściwości
Cienka warstwa stearynianu miedzi(II) powstaje prawdopodobnie na powierzchni miedzi poddanej działaniu kwasu stearynowego w obecności powietrza, powodując powstanie powłoki superhydrofobowej.